# Castlewood (Dakota del Sud)
Castlewood è un centro abitato (city) degli Stati Uniti d'America, situato nella Contea di Hamlin nello Stato del Dakota del Sud. La popolazione era di 627 persone al censimento del 2010. Fa parte dell'area micropolitana di Watertown.

## Storia
Castlewood venne intrecciata nel 1882 quando la ferrovia fu estesa fino a quell'area. La città prende il nome da Castlewood, un luogo menzionato in un romanzo del 1857 chiamato I Virginiani, di William Makepeace Thackeray. A post office has been in operation in Castlewood since 1882.

## Geografia fisica
Castlewood è situata a 44°43′24″N 97°01′46″W (44.723262, -97.029505).
Secondo lo United States Census Bureau, ha un'area totale di 1,15 miglia quadrate (2,98 km²).

## Società

### Evoluzione demografica
Secondo il censimento del 2010, c'erano 627 persone.

### Etnie e minoranze straniere
Secondo il censimento del 2010, la composizione etnica della città era formata dal 96,5% di bianchi, lo 0,5% di afroamericani, lo 0,5% di nativi americani, lo 0,2% di asiatici, l'1,4% di altre razze, e l'1,0% di due o più etnie. Ispanici o latinos di qualunque razza erano l'1,8% della popolazione.